# Yohanan Lewy
Yohanan Lewy, eigentlich Johannes „Hans“ Lewy, (geboren 21. März 1901 in Berlin; gestorben 22. Juli 1945 in Jerusalem) war ein deutscher Klassischer Philologe.

## Leben
Lewy war aktiv in der jüdischen Jugendbewegung. Er wurde 1926 an der Universität Berlin promoviert, wo er unter anderem bei Werner Jaeger studierte. Außerdem studierte er an der Hochschule für die Wissenschaft des Judentums in Berlin. 1929 wurde er von der Preußischen Akademie der Wissenschaften nach Italien, den Nahen Osten und Armenien geschickt, um Handschriften von Philon von Alexandria zu studieren; damals gab es ein Projekt der Herausgabe der Werke Philons mit deutscher Übersetzung. 1933 wurde er Privatdozent in Berlin, erhielt aber keine Anstellung. Er war kurz am Berliner jüdischen Gymnasium und ging 1933 nach Palästina, wo er einer der Begründer der lateinische Altphilologie an der Hebräischen Universität war (neben Victor Tcherikover und Max Schwabe).
Er befasste sich mit hellenistischem Judentum und speziell Philon von Alexandria. Von ihm erschien postum ein Buch über Chaldäische Orakel.
In den 1930er Jahren begann er eine Sammlung aller vorchristlichen griechischen und lateinischen Texte zum Judentum, später von Menahem Stern weitergeführt (Greek and Latin Authors on Jews and Judaism. Jerusalem 1976 bis 1984).
1957 erhielt er postum den Israel-Preis.

## Veröffentlichungen (Auswahl)
- ΜΕΘΗ ΝΗΦΑΔΙΟΣ [Sobria ebrietas]. Untersuchungen zur Geschichte der antiken Mystik. Dissertation Berlin 1929.
  - gedruckt Sobria ebrietas. Untersuchungen zur Geschichte der antiken Mystik (= Beihefte zur Zeitschrift für die neutestamentliche Wissenschaft 9). Töpelmann, Gießen 1929.
- Philon von Alexandrien: Von den Machterweisen Gottes. Eine zeitgenössische Darstellung der Judenverfolgungen unter dem Kaiser Caligula. Berlin 1935 (Digitalisat).
- (Hrsg.): Philo, Philosophical Writings. Oxford 1946 (mit Biographie Lewys von Max Schwabe)
- Chaldaean Oracles and Theurgy. Mysticism, Magic and Platonism in the Later Roman Empire. Kairo 1956; 3. Auflage, Institut d’Études Augustiniennes, Paris 2011, ISBN 978-2-85121-243-6 (nach dem Tod des Autors publiziert; mit Supplement Les Oracles chaldaïques 1891–2011)
- Olamot Nifgashim, Worlds meet, Studies in Jewish Hellenism. Jerusalem 1960